# Sea of Flags
Sea of Flags er en sang af den australske R&B og popsanger Jessica Mauboy. Den blev skrevet af Mauboy, Ilan Kidron og Stuart Crichton, der også fungerede som producer af sporet. Sangen blev spillet live af Mauboy den 8. maj 2014, hvor den havde sin debut i løbet af pausen i den anden semifinale i Eurovision Song Contest 2014 i København, Danmark, hvorefter den blev udgivet for digital download i Australien og i hele Europa.

## Baggrund og skrivning
Den 26. marts 2014 blev det meddelt, at Jessica Mauboy blev valgt af SBS til at synge ved Eurovision Song Contest 2014 som en gæst, i erkendelse af Australiens kærlighedsaffære med den årlige begivenhed. Forud for hendes præstation, afslørede Mauboy lidt om hendes sang. Selv sangens titel blev holdt skjult. Mauboy nævnte dog, at det var en original sang, der især ville blive skrevet til hendes Eurovision optræden. Hun sagde også, at det ville afspejle hendes aboriginal og australske kultur. Af den oprindelige sammensætning, afslørede Mauboy: "Jeg virkelig ønskede, at gøre det helt åndelig, helt tribal, [om], hvor jeg kommer fra - Northern Territory, Darwin .. . Jeg følte jordiske dag, så jeg virkelig ønskede at gøre det hele om min opvækst, den næste generation og være en leder, en person, der inspirerer andre ... der er også nogle gamle drømme derinde, absolut en historiefortælling ting". Mauboy indrømmede også, at sangen er up-tempo, som hendes første single fra hendes album Beautiful kaldet "To the End of the Earth" som har en klub-hymne følelse.
Det blev afsløret den 6. maj 2014 ved Auspop at sangens titel ville være "Sea of Flags". Det var skrevet på kun to dage af Mauboy, Ilan Kidron og Stuart Crichton, der også fungerede som producer. Mauboy optrådte med sangen i den anden semifinale i Danmark den 8. maj 2014, hvilket gør hende til den første soloartist fra lande uden for Europa, til at synge ved konkurrencen som gæst. Forestillingen havde en astronaut som viftede med en dobbeltsidet australske og Aboriginal flag, og med udgivelsesordene: "Et lille skridt for Europa, et kæmpe spring for Australien"  blev "Sea of Flags" udgivet på iTunes . umiddelbart efter præstation i Australien og i hele Europa.
Musikalsk er "Sea of Flags" en fire-akkord sang produceret i en synth-pop stil, med baglæns lyde i sin intro, syntetiseret backing vokal og en blid guitarriff i baggrunden. Der er en tribaltromme arrangement, med reference til Mauboys og Australiens indfødte arv. [ 8 ] Tekstuniverset i "Sea of Flags" handler om at forene sig som én, og fejre den såkaldte "hav af flag," ophobning af forskellige kulturer. Der er mange henvisninger til Mauboys Aboriginalopdragelse i Northern Territory, herunder de gamle drømme [ 8 ] og linjer som "i naturen, vi går hånd i hånd." Sangen nævner også stjernerne på sydlige halvkugle og sand outback, potentielt dem nær Alice Springs.

## Modtagelse
Alex Patrikios fra Australian Associated Press beskrev "Sea of Flags" som "upbeat anthem", mens en anden journalist fra samme publikation kaldte det en "catchy tune". Sophie Joske fra Out In Perth så "Sea af Flags" som en "inspirerende dramatisk popnummer". Mike Wass fra Idolator erklærede, at "den sang er fuldstændig over-the-top i en Eurovision-hensigtsmæssig måde". Andrew Le fra Renowned for Sound gav " Sea of Flags "tre ud af fem stjerner, og bemærkede, at dens "tekster er næppe poetisk, men bærer en dejlig stemning i at løftet stemning af lyttere."